# Naufrage du 21 mai 2007 à Malte
Le lundi 21 mai 2007, une embarcation transportant 53 migrants est aperçue au sud de Malte par l'armée de l'air maltaise, et photographiée pendant que les personnes à bord tentent de la renflouer. Le bateau disparait ensuite, selon les autorités maltaises et le HCR. Une frégate de la marine française La Motte-Picquet, repêche dix-huit corps dans cette zone à la limite des eaux territoriales maltaises et libyennes, le vendredi 1er juin. Les quatorze hommes dont deux adolescents et quatre femmes sont inhumés jeudi 7 juin à Toulon.   
Il s’agira du naufrage le plus meurtrier dans les eaux entourant Malte, une destination de choix pour les migrants d’Afrique, jusqu’en août 2008, date à laquelle on apprend qu'un autre naufrage a provoqué la mort de 71 migrants,.